# 春日部市総合体育館
春日部市総合体育館（かすかべしそうごうたいいくかん）は、埼玉県春日部市にある屋内スポーツ施設である。愛称はウイング・ハット春日部。

## 概要
2002年2月完成。2011年4月1日より指定管理者としてアイル・オーエンス・東武緑地グループが管理・運営に当たっている。

## 施設
- メインアリーナ
  - バスケットボール3面、バレーボール4面、卓球24面、バドミントン12面
  - 2階、3階観客席2,000席（可動席604席、うち車いす席200席）
  - 1階観客席（可動）1,584席
- サブアリーナ
  - バスケットボール1面、バレーボール2面、卓球12面、バドミントン6面
- トレーニング室
- スタジオ
- ランニングトラック

## 主な大会・イベント
- 彩の国まごころ国体及び彩夏到来08埼玉総体ではいずれも卓球競技の会場として使用された。
- B.LEAGUE所属の越谷アルファーズのホームゲームが開催されている。また2021年（令和3年）5月21日～5月23日にはB2リーグ 2020-21シーズンのB2プレーオフ・3位決定戦（対仙台89ERS戦）のホームゲーム会場として使用された。
- B3.LEAGUE所属のさいたまブロンコスのホームゲームも開催されている。
- 2012年7月16日には春日部出身のWBA世界スーパーフェザー級王者内山高志の5度目の防衛戦を含むダブル世界戦を開催した[2]。
- プロレス興行は2007年11月4日に無我ワールド・プロレスリング（現ドラディション）が開催され、以降は主に新日本プロレスが使用している。

## 交通アクセス
東武鉄道春日部駅西口またはせんげん台駅西口から朝日バスでウイング・ハット春日部行きに乗車